# Sumber Kejayan
Sumber Kejayan is een bestuurslaag in het regentschap Jember van de provincie Oost-Java, Indonesië. Sumber Kejayan telt 7003 inwoners (volkstelling 2010).